# 新北市立蘆洲國民中學
新北市立蘆洲國民中學，簡稱蘆洲國中、蘆中,是一所位在新北市蘆洲區的國民中學暨附設補校及幼兒園，是蘆洲成立的第一所公立中等學校，鄰近空中大學及國定古蹟蘆洲李宅。

## 歷史沿革
- 1968年政府公佈國民義務教育延長為九年，並自是年開始實施，該校奉令定名為「臺北縣立蘆洲國民中學」，由新莊國中校長梅志潔先生兼任籌備主任籌劃建校事宜。
- 1968年9月第一屆國中新生因校地末能如期收購，而委由私立穀保中學代為教育，年底縣政府改派三重國中校長李加楓先生兼任，繼續辦理校舍興建事宜。
- 1969年8月省政府派石越川先生出任該校第一任校長。由於校舍末能如期完成，而暫借蘆洲國小上課。
- 1970年元月第一期校舍竣工，但因校地低窪，校區經常積水，學生無法進入校區活動，經縣府專款補助填高校地，並闢建校路。
- 1971年元月第二期校舍竣工後，學生全部遷回校區上課，地址為蘆洲鄉中正路221號。
- 1978年4月10日，因門牌整編，地址改為「蘆洲鄉中正路265號」[3]。
- 2000年成立附設幼稚園，招收中班及大班各一班。
- 2007年8月1日，楊德平校長退休，楊逸源校長由三重市碧華國中調任該校。
- 2010年12月25日，因政府五都升格案通過，臺北縣升格為新北市，因此校名改制為「新北市立蘆洲國民中學」。
- 2011年8月1日，楊逸源校長退休，宋宏明校長由泰山區義學國中調任該校。
- 2012年8月1日，此校附設幼稚園更名為幼兒園。
- 2013年8月，幼兒園為服務更多家庭幼兒入學，奉旨增設一班。

## 歷任校長
| 任次 | 姓名   | 任期                | 經歷                                                     |
| ---- | ------ | ------------------- | -------------------------------------------------------- |
| 1    | 石越川 | 1969年8月—1977年2月 | 曾任五股國中、積穗國中、桃源國中校長                     |
| 2    | 何欽恩 | 1977年2月—1987年2月 | 曾任烏來國中小校長                                       |
| 3    | 胡珮璋 | 1987年2月—1991年9月 | 曾任柑園國中、瑞竹國中、重慶國中校長及三民國中籌備處主任 |
| 4    | 揭亮   | 1991年9月—1995年2月 | 曾任八里國中、三峽國中校長                               |
| 代理 | 李清雄 | 1995年2月—1995年8月 | 教務主任代理                                             |
| 5    | 王仁宏 | 1995年8月—1999年8月 | 曾任三重高中、貢寮國中校長及鷺江國中籌備處主任           |
| 6    | 楊德平 | 1999年8月—2007年8月 | 曾任三重高中、頭前國中、龍肚國中校長及鷺江國中籌備處主任 |
| 7    | 楊逸源 | 2007年8月—2011年8月 | 曾任碧華國中、正德國中校長                               |
| 8    | 宋宏明 | 2011年8月—2018年2月 | 曾任義學國中、深坑國中校長                               |
| 代理 | 吳清華 | 2018年2月—2018年8月 | 教務主任代理                                             |
| 9    | 游玉英 | 2018年8月—2025年2月 | 曾任忠孝國中、瑞芳國中校長                               |
| 代理 | 趙淑珍 | 2025年2月—2025年8月 | 教務主任代理                                             |
| 10   | 薛秀玉 | 2025年8月—現在      | 原任佳林國中教務主任                                     |

## 學區
- 所屬學區：
忠義、長安、永安、延平、九芎、正義（8-9、18-25 鄰）、永德、中原、光明、得勝、光華、中華、中路、得仁、樹德、民和、保佑、溪墘、保新（除 9-12 鄰）等里
- 自由學區：
  - 蘆洲國中、三民高中國中部自由學區：保和里（除第8鄰三民路96-106號）、仁復里
  - 蘆洲、鷺江國中自由學區：正義里（2-3、7、15-17 鄰）、永康里
  - 五股、蘆洲、鷺江國中自由學區：五股區觀音、集賢、集福、 成德、成州等里
  - 五股、蘆洲、二重國中自由學區：五股區興珍里（1-32、38-40鄰）、更寮里

## 影視取景
- 電視劇
  - 公視-我的這一班第三十一季第400~403集、第三十二季第404~405集

## 社會科校訂課程
為落實學校本位的理念，從社區中尋找教學資源，102學年蘆洲國中社會科領域結合鄰近李氏古宅，規劃社區本位課程，提供學生多元的學習。這項社會科校本位課程—李氏古宅參訪活動，由教務處規畫，實施對象是七年級學生。規劃實施時間是十月底第一次段考後，為期一週。活動前，先由教務處播放介紹古厝相關影片或邀請李宅文化基金會簡秋燕執行長到校簡介李宅歷史，再由任課老師利用社會科(歷史、地理、公民)上課時間，以班級為單位，帶領七年級學生至李氏古宅參觀，並安排志工老師解說。

## 表演祭
此校自92學年度起已辦理七年的七年級學生表演祭活動，結合了藝術與人文領域、英語領域、綜合領域、體健領域等課程，每年5、6月時利用週一的三節活動課程辦理，內容有歌唱、戲劇、相聲、廣告秀、歌舞等活動，充分展現學生多元潛能，蔚為此校多年來校本課程特色，提供孩子多元展能機會，給予成功的表演舞台，深獲親師生的認同與肯定。

## 小小輔導兵
此校自90學年度起每年均辦理七、八、九年級輔導股長的小小輔導兵-種子培訓營，於週三下午或週一上午活動課程時間在活動中心進行活動。實施13年來深獲親師生好評，提昇了學校輔導工作的成效，蔚為此校輔導工作一大特色。

## 綠色學校
此校自94學年加入台灣綠色學校伙伴，已屆滿9年，在校長帶領全體親師生用心推動環境教育，以永續經營理念，創新經營，綠美化校園，配合節能減碳與永續校園環境的營造，營要一所遊憩、生態與環保的學習樂園，獲得2009-2010年教育部台灣綠色學校掛牌銀獎，2011-2012年又獲得教育部綠色學校掛牌金牌獎榮耀。

## 多元社團
一、推動多元社團活動，辦理學生社團聯課線上選課，跨班分組進行聯課活動，期末辦理社團成果展，提供學生多元展能舞台。
二、推展管樂團、直笛團及弦樂團等音樂性社團，提供孩子多元學習成長機會，培養正當休閒娛樂，涵養藝術人文情操，每年參加音樂比賽，屢獲佳績。
三、辦理多元體育校隊及社團，成立男女生籃球隊、足球隊、田徑隊、民俗體育跳繩隊、直排輪隊、跆拳道隊、猴子棒球隊及桌球隊，提供學生多元展能機會，讓學生有充分發揮潛能的空間，每年獲得新北市與全國各項體育競賽佳績。

## 品德教育
推動品德教育心三美─日行一善~善行滿校園活動，藉此活動拉近人與人之間的距離，促進和諧之人際關係；使人人能夠主動問安、真心感謝及日行一善，從學校落實於日常生活之中，進而推廣至家庭及社會。

## 樂動校園慢跑做公益
實施樂動校園慢跑做公益計畫並與董氏基金會及贊助企業-八方雲集合作，藉由簡單易做的運動方式著手，每天於學校利用早自習、課餘時間或放學時間全校師生在操場慢跑運動，除有益學生本身的身心健康，亦可透過學生自己的努力達成做公益的效果。

## 童軍團
此校童軍活動的推展是以童軍教育的核心價值「品德、健康、技能、服務」為理念，落實童軍銘言：準備、日行一善、人生以服務為目的，期盼每位學生都能有良好的生活教育，探索體驗樂學習，進而走向全世界，成為一位生活的高手及優秀的世界公民，獲得103年教育部表揚全國童軍績優學校。

## 知名校友
- 周耀中：亞洲天王周杰倫的父親，曾任教於蘆洲國中，教授生物。
- 李翁月娥：前蘆洲市長，現任新北市議員。

## 外部連結
- 新北市立蘆洲國民中學 （页面存档备份，存于）
- 交通安全網 （页面存档备份，存于）
- 新北市蘆洲區教育會
- 蘆中出版品 （页面存档备份，存于）
- 45周年校慶活動專區
- 新北市立蘆洲國民中學 （页面存档备份，存于）